# Rafael Zarza González
Rafael Zarza González (n. La Habana, Cuba, 2 de octubre de 1944), pintor cubano.
Desarrolla la pintura, el grabado, el diseño gráfico y la ilustración.
Entre 1959 y 1963 estudió pintura y grabado en la Escuela de Bellas Artes de San Alejandro, en La Habana, Cuba.
Desde 1965 hasta 1996 fue miembro del Taller Experimental de Gráfica TEG, Plaza de la Catedral, en La Habana, Cuba. En 1982 fungió como jurado en el Salón de Artes Plásticas UNEAC '82, Museo Nacional de Bellas Artes, La Habana, Cuba.

## Exposiciones personales
Entre sus más relevantes exposiciones personales podemos mencionar en 1972 ''Grabados y Dibujos'. Galería Viva México, Caracas, Venezuela. En 1980 presenta 'Grabados y Carteles de Rafael Zarza'. Sala de Exposición, Centro Cultural Árabe, en Damasco, Siria. En 1991 exhibe sus trabajos bajo el título de Carteles del Artista Gráfico Cubano Rafael Zarza' en Kladno, Eslovenia. En 1995 presenta su trabajo en la exposición 'Tauropatía. Zarza. Obra Gráfica'. Galería Espuela de Plata, Centro de Desarrollo de las Artes Visuales, en La Habana, Cuba. Y en 1998 exhibe '30 años no son nada' (litografías 1967-1998). Galería del Grabado, Taller Experimental de Gráfica (TEG), en La Habana, Cuba.

## Exposiciones colectivas
También ha sido partícipe de muchas exposiciones colectivas, entre ellas podemos mencionar en 1961 Exposición Libre Estudiantes de Bellas Artes de La Habana, en La Habana, Cuba. En 1967 fue parte de Intergrafik '67. Internationale Grafik Ausstellung Altes Museum, en Berlín, Alemania. En 1969 fue incluido en 'Sixième Biennale de Paris'. Musée d'Art Moderne de la Ville de Paris, París, Francia. En 1984 participó en la Primera Bienal de La Habana, Museo Nacional de Bellas Artes, La Habana, Cuba. Y en 1999 fue incluido en La Huella Múltiple 199. Centro de Desarrollo de las Artes Visuales/Centro de Conservación, Restauración y Museología (CENCREM), La Habana, Cuba.

## Premios
Ha sido ganador de importantes premios. Los más relevantes son la Mención en 1968 en el Portinari Prize in Lithography. Exposición de La Habana'68, Galería Latinoamericana, Casa de las Américas, La Habana, Cuba. En 1982 obtiene el Premio de Honor de Plakat Segundo Concurso Internacional del Cartel Político. El cartel lucha por la paz, la seguridad y la colaboración en Moscú, U.R.S.S. En 1990 obtuvo el "Majadahonda 1936" Premio que otorga la Unión de Escritores y Artistas de Cuba (UNEAC), La Habana, Cuba.

## Colecciones
Podemos encontrar algunos de sus trabajos formando parte de relevantes colecciones como son las de la Casa de las Américas, en La Habana, Cuba; en el Centro de Estudios Cubanos, en Nueva York, EE. UU.; en la Colección de Grabados, en Gallery of New Masters, Dresde, Alemania. También podemos encontrarlos dentro de la colección del Iraqui Cultural Centre, Londres, Inglaterra, y en el Lahti Poster Museum, Lahti, Finlandia. En Cuba forma parte de la importante colección del Museo Nacional de Bellas Artes, La Habana, Cuba.
- Datos: Q6098105